# Lodi (Nova York)
Lodi és una població dels Estats Units a l'estat de Nova York. Segons el cens del 2000 tenia 338 habitants.

## Demografia
Segons el cens del 2000, Lodi tenia 338 habitants, 119 habitatges, i 84 famílies. La densitat de població era de 229 habitants/km².
Dels 119 habitatges en un 40,3% hi vivien nens de menys de 18 anys, en un 48,7% hi vivien parelles casades, en un 15,1% dones solteres, i en un 29,4% no eren unitats familiars. En el 20,2% dels habitatges hi vivien persones soles l'11,8% de les quals corresponia a persones de 65 anys o més que vivien soles. El nombre mitjà de persones vivint en cada habitatge era de 2,84 i el nombre mitjà de persones que vivien en cada família era de 3,23.
Per edats la població es repartia de la següent manera: un 32,5% tenia menys de 18 anys, un 3,8% entre 18 i 24, un 33,1% entre 25 i 44, un 17,2% de 45 a 60 i un 13,3% 65 anys o més.
L'edat mediana era de 34 anys. Per cada 100 dones de 18 o més anys hi havia 100 homes.
La renda mediana per habitatge era de 30.625 $ i la renda mediana per família de 34.375 $. Els homes tenien una renda mediana de 29.375 $ mentre que les dones 20.938 $. La renda per capita de la població era de 13.709 $. Entorn del 18,1% de les famílies i el 30,3% de la població estaven per davall del llindar de pobresa.